# 4DX

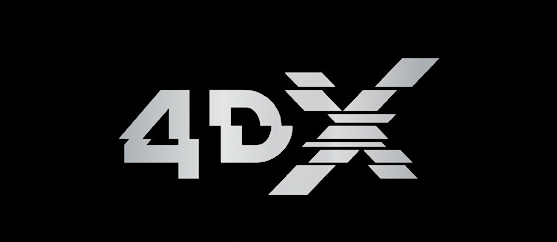
Офіційний логотип

4DX — це формат перегляду повнометражних художніх фільмів. Створений і належить південнокорейській компанії CJ 4DPLEX, яка є частиною CJ Group. Технологія комерційно введена у Південній Кореї фільмом «Подорож до центру Землі» у 2009 році. Технологія 4DX дозволяє зануритись у фільм за допомогою спецефектів навколишнього середовища таких як рух, запахи, туман, вітер тощо.
У 2013 році у форматі 4DX були представлені понад 100 фільмів.
Сьогодні в розважальних центрах можна знайти атракціони, що пропонують контент у форматі 5D і навіть 7D. Але це не повноцінні фільми, а відеоролики, відео в таких роликах триває хвилин десять.
Станом на серпень 2013 року технологія є вже в 58 кінотеатрах у 16 країнах світу.

## Характеристики технології 4DX

### Зал
Зал для показу фільмів у форматі RealD 3D на 120—160 місць з таким же екраном, проєктором та звуковою системою, як і в інших кінотеатрах. Однак у такому залі встановлюються особливі рухомі крісла та установки для додаткових спецефектів.

### Крісла
Крісла в залі 4DX рухомі. Вони розбиті на блоки по 4 сидіння. Всі рухи крісел максимально синхронізовані з зображенням на екрані. Крісло може обертатися, вібрувати, нахилятися, перебувати під певним кутом до зображення, імітувати падіння, хитання судна, тряску в автомобілі або літальному апараті.

### Додаткові спецефекти
Всі додаткові спецефекти органічно вписуються в канву сюжету, доповнюючи його і підсилюючи ефект занурення у фільм. Їхня головна функція — посилити враження, загострити всі відчуття, змусити максимально поринути у події на екрані.
У кінотеатрі відтворюються запахи й такі природні явища, як дощ, вітер, туман, блискавка.

## Партнери 4DX
| Назва компанії             | Технологія введена фільмом | Рік                                                                  |
| -------------------------- | --- | -------------------------------------------------------------------- |
| CJ CGV                     | Подорож до центру Землі (Південна Корея) Месники (Китай) | Південня Корея: 2010 Китай: 2012                                     |
| Cinépolis                  | Пірати Карибського моря: На дивних берегах (Мексика) Прометей / Льодовиковий період 4: Континентальний дрейф (Бразилія) Вартові легенд (Перу) Нікчемний Я 2 (Колумбія) | Мексика: 2011 Бразилія/Перу: 2012 Колумбія: 2013 Індія: TBA          |
| Major Cineplex             | Трансформери: Темний бік Місяця | 2011                                                                 |
| Cinema Park                | Трансформери: Темний бік Місяця | 2012                                                                 |
| Korona World               | Залізна людина 3 | 2013                                                                 |
| Cine Hoyts                 | Турбо | 2013                                                                 |
| Vieshow Cinemas            | Людина зі сталі | 2013                                                                 |
| Cinema City InternationalA | Нова Людина-павук (Ізраїль) Сімейка Крудсів (Угорщина) Форсаж 6 (Болгарія/Чехія/Польща)                                                                                | Ізраїль: 2012 Болгарія: 2013 Чехія: 2013 Угорщина: 2013 Польща: 2013 |
| Blitzmegaplex              | Персі Джексон: Море чудовиськ | 2013                                                                 |
| UME International Cineplex | Парк Юрського періоду в 3D | 2013                                                                 |
| Cinex                      | Смурфики 2 | 2013                                                                 |
| Blitz-CineStar             | TBA | 2013                                                                 |
| Planeta Kino               | Хоббіт: Пустка Смоґа | 2013                                                                 |
| TBA                        | TBA | TBA                                                                  |
| TBA                        | TBA | TBA                                                                  |
| TBA                        | TBA | TBA                                                                  |

↑  В Ізраїлі мережа працює під брендом Yes Planet